# Franciszek Mrowec

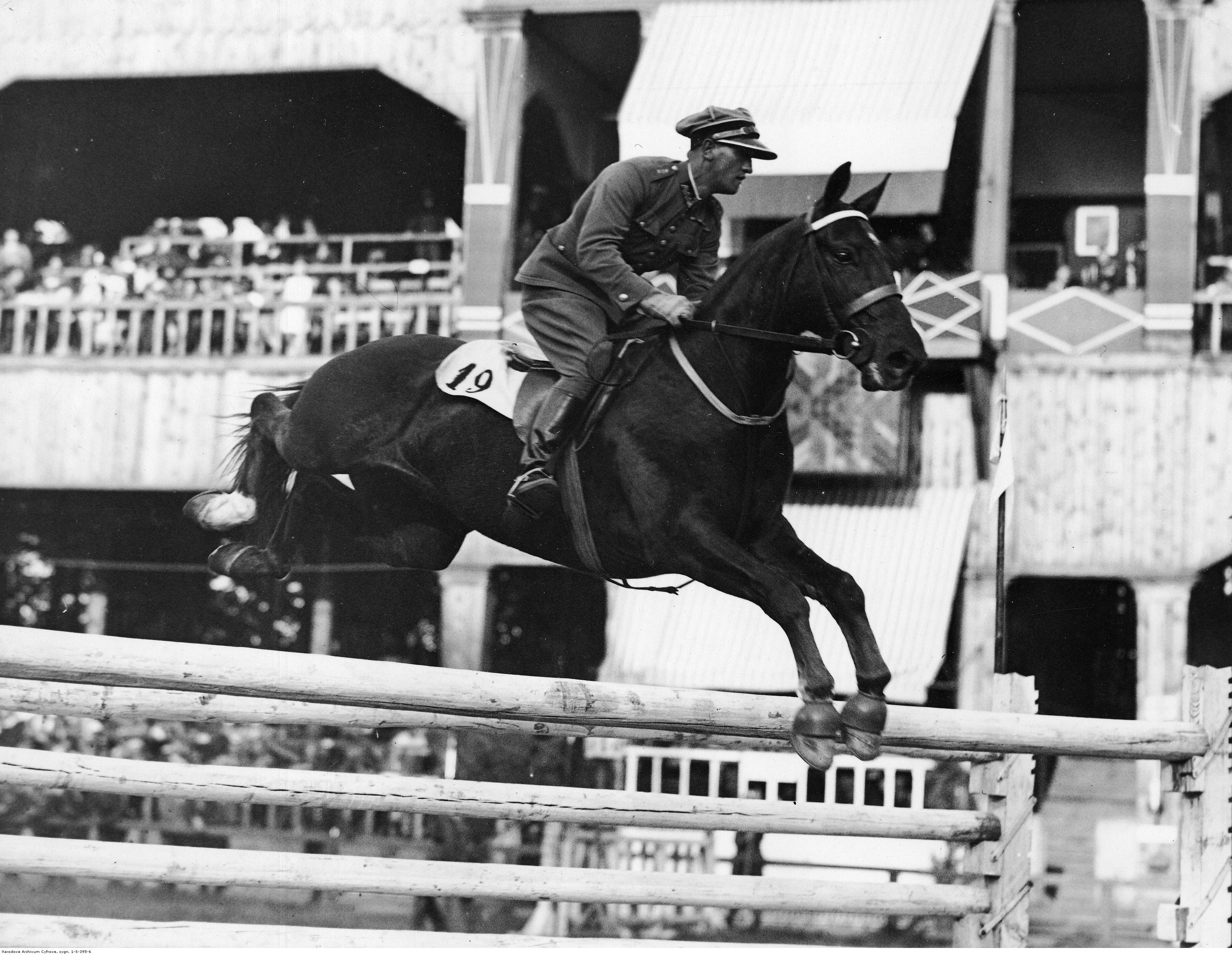
Krajowe zawody konne na hipodromie w Łazienkach w Warszawie – Franciszek Mrowec na koniu Moskal; maj 1932.

Franciszek Mrowec (ur. 26 lipca 1899 w Leżajsku, zm. wiosną 1940 w Charkowie) – major artylerii Wojska Polskiego, ofiara zbrodni katyńskiej.

## Życiorys
Syn Zygmunta i Zofii z Jongustynów. Absolwent szkoły realnej w Tarnobrzegu. Należał do drużyn skautowych. Od lipca 1914 członek Związku Strzeleckiego, a od maja żołnierz Legionów Polskich. Służył w batalionie Furgalskiego. Po skończeniu w 1915 szkoły podoficerskiej przeniesiony do 1 baterii artylerii. W Legionach do kryzysu przysięgowego. W 1917 w Polskim Korpusie Posiłkowym. Podczas przechodzenia na stronę rosyjską dostał się do niewoli i jako poddany austriacki wcielony do c.k. armii i skierowany na front włoski. W listopadzie wstępuje do Wojska Polskiego, mianowany podporucznikiem, skierowany do 3 pułku artylerii polowej Legionów, w szeregach którego walczy w wojnie z bolszewikami.
W okresie międzywojennym przeniesiony najpierw do 27 pułku artylerii polowej na stanowisko dowódcy baterii, a w 1925 r. do Centrum Wyszkolenia Artylerii w Toruniu. Do 1930 r. służył jako instruktor w Szkole. W latach 1931 – 1933 przeniesiony do 6 pułku artylerii lekkiej w Krakowie, następnie do 5 dywizjonu artylerii konnej jako oficer zwiadu dywizjonu

W czasie kampanii wrześniowej 1939 walczył w jako dowódca I dywizjonu 6 pal z Pszczyny. Został ranny 1 września. Po agresji ZSRR na Polskę w nieznanych okolicznościach wzięty do niewoli sowieckiej i osadzony w obozie w Starobielsku. Wiosną 1940 został zamordowany przez funkcjonariuszy NKWD w Charkowie i pogrzebany w bezimiennej zbiorowej mogile w Piatichatkach, gdzie od 17 czerwca 2000 mieści się oficjalnie Cmentarz Ofiar Totalitaryzmu w Charkowie. Figuruje na Liście Starobielskiej NKWD pod poz. 2158.
5 października 2007 minister obrony narodowej Aleksander Szczygło mianował go pośmiertnie na stopień podpułkownika. Awans został ogłoszony 9 listopada 2007 w Warszawie, w trakcie uroczystości „Katyń Pamiętamy – Uczcijmy Pamięć Bohaterów”.

## Awanse
- podporucznik – 1 kwietnia 1919
- porucznik –
- kapitan – 1925
- major – 1939

## Ordery i odznaczenia
- Krzyż Srebrny Orderu Virtuti Militari nr 4901[10]
- Krzyż Niepodległości[1]
- Krzyż Walecznych – czterokrotnie[1]
- Medal Pamiątkowy za Wojnę 1918-1921 „Polska Swemu Obrońcy”[1]
- Medal Dziesięciolecia Odzyskanej Niepodległości[1]